# 常務会
常務会（じょうむかい）は、企業や団体において、役員が重要事項を話し合う機関。また、その会合。
取締役会と異なり、法的根拠はないため、取締役の解任などの決議をおこなうことはできない。経営会議・常勤役員会・専務会等と称されることもある。